# Изменение климата и права человека

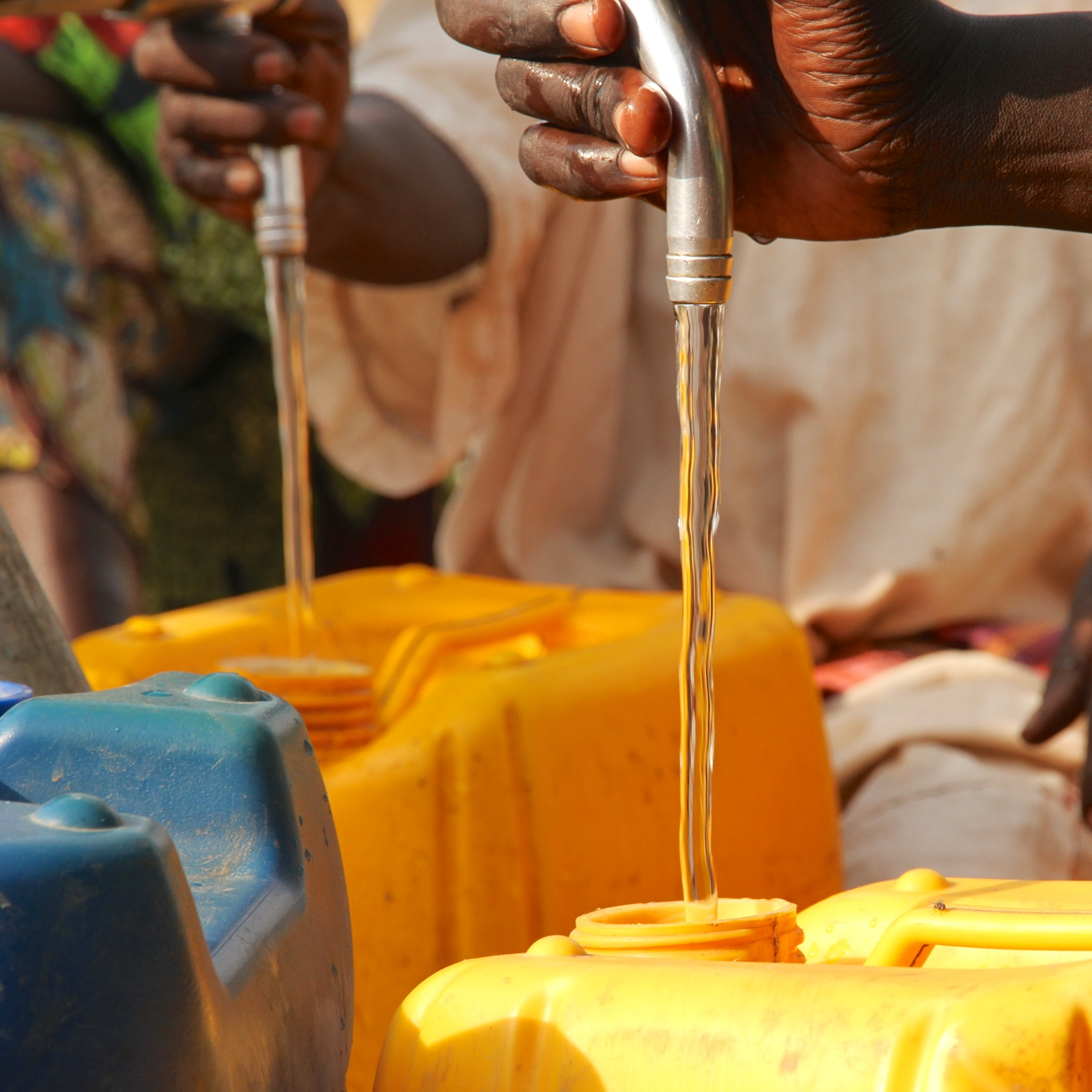
Oxfam обеспечивает чистой питьевой водой Мингкамен

Изменение климата и права человека представляет собой концептуальную и правовую основу, в рамках которой изучаются, анализируются и рассматриваются международные права человека и их связь с глобальным потеплением. Эта структура используется правительствами разных стран, организациями системы Организации Объединённых Наций, межправительственными и неправительственными организациями, правозащитниками и защитниками окружающей среды, а также учеными для руководства национальной и международной политикой в области изменения климата в соответствии с Рамочной конвенцией Организации Объединённых Наций об изменении климата (РКИК ООН) и основные международные документы по правам человека.
Анализ прав человека и изменения климата фокусируется на ожидаемых последствиях для людей, связанных с глобальными экологическими явлениями, включая повышение уровня моря, опустынивание, повышение температуры, экстремальные погодные явления и изменения в осадках, а также меры по адаптации и смягчению последствий, принимаемые правительствами в ответ на те явления, которые могут касаться прав человека или связанных с ними мер правовой защиты. Многие правовые подходы к изменению климата используют право на здоровую окружающую среду, другие смежные права или другие возникающие подходы к экологическому праву, такие как права природы, для поддержки новых или требуемых действий со стороны правительств и частных субъектов посредством пропаганды климатической справедливости и климатических судебных разбирательств.

## История
В 2005 году инуитская активистка Шейла Ватт-Клотье подала петицию в Межамериканскую комиссию по правам человека с просьбой о компенсации «нарушений прав человека в результате последствий глобального потепления и изменения климата, вызванных действиями или бездействием Соединенных Штатов». Ходатайство было отклонено, но Комиссия пригласила и выслушала свидетельские показания о взаимосвязи между правами человека и изменением климата от представителей инуитов в 2007 году.
В том же году в Малеской декларации о человеческом измерении глобального изменения климата «прямо говорилось (и впервые в международном соглашении), что „изменение климата имеет четкие и непосредственные последствия для полного осуществления прав человека“ и содержался призыв к Правозащитной системе Организации Объединённых Наций безотлагательно решить эту проблему». В следующем году Совет ООН по правам человека (СПЧ) единогласно принял Резолюцию 7/23, признав, что «изменение климата представляет собой непосредственную и далеко идущую угрозу для людей и сообществ во всем мире и имеет последствия для полного осуществления прав человека», и ссылаясь на Устав Организации Объединённых Наций, Всеобщую декларацию прав человека, Международный пакт об экономических, социальных и культурных правах и Международный пакт о гражданских и политических правах. СПЧ подтвердил и расширил эти заявления резолюциями 10/4 от 25 марта 2009 года и 18/22 от 30 сентября 2011 года.
В 2009 году Управление Верховного комиссара ООН по правам человека (УВКПЧ) опубликовало аналитическое исследование, в котором определены конкретные права и группы людей, которые могут пострадать от климатических нарушений. Отчет основан на материалах, представленных примерно 30 странами, а также десятью агентствами ООН и десятками других организаций. В отчете основными проблемами являются перемещенные лица, конфликты и риски для безопасности, а также ущемленные права коренных народов, женщин и детей.
В 2010 году Конференция сторон Рамочная конвенция ООН об изменении климата воспроизвела формулировку Совета ООН по правам человека, определяющую взаимосвязь между правами человека и изменением климата, в своем отчете о Конференции Организации Объединённых Наций по изменению климата 2010 года в Канкуне, Мексика. В отчете об итогах конференции подчеркивается, что «Стороны должны во всех действиях, связанных с изменением климата, полностью уважать права человека».
В последние годы возросло признание связи между правами человека и окружающей средой, но все ещё остается много вопросов, касающихся взаимосвязи между ними. В результате в 2012 году Совет ООН по правам человека утвердил мандат по обязательствам в области прав человека, касающимся пользования безопасной, чистой, здоровой и устойчивой окружающей средой. В предварительном отчете назначенного независимого эксперта Джона Х. Нокса далее указывалось, что необходимо уделять первоочередное внимание обеспечению большей концептуальной ясности в применении обязательств в области прав человека, связанных с окружающей средой.
В 2014 году все 78 мандатариев специальных процедур Организации Объединённых Наций опубликовали совместное заявление по случаю Дня прав человека, в котором они призвали государства включить свои существующие обязательства в соответствии с рамками прав человека в переговоры по изменению климата. Это приведет к тому, что права людей, затронутых изменением климата, станут приоритетными во всех стратегиях реагирования.
По состоянию на март 2015 года в должности Специального докладчика по правам человека и окружающей среде продлен мандат бывшего Независимого эксперта по правам человека, связанным с осуществлением права на безопасную, чистую, здоровую и устойчивую окружающую среду. В преддверии конференции Организации Объединённых Наций по изменению климата 2015 года в Париже Специальный докладчик проинформировал государства о том, что им следует обеспечить, чтобы их обязательства в области прав человека включали надлежащую перспективу в отношении изменения климата при обсуждении будущих соглашений.

Парижское соглашение, принятое 12 декабря 2015 года на Конференции сторон, является наиболее важным показателем повышения осведомленности о взаимосвязи между изменением климата и правами человека. Парижское соглашение является первым соглашением по климату, в котором признается важность прав человека, в котором говорится:
При принятии мер по борьбе с изменением климата Сторонам следует уважать, продвигать и учитывать свои соответствующие обязательства в отношении прав человека, права на здоровье, прав коренных народов, местных сообществ, мигрантов, детей, инвалидов и людей, находящихся в уязвимом положении и право на развитие, а также гендерное равенство, расширение прав и возможностей женщин и равенство между поколениями.

## Закон о правах человека и изменение климата
Изменение климата вызывает не только экологические изменения, но также влияет на социальные, экономические, политические, культурные и правовые аспекты общества во всем мире. КПЧ подтвердил, что обязательства в области прав человека могут способствовать укреплению как международной, так и национальной политики в области изменения климата. Стокгольмская декларация 1972 года заложила основу для дальнейшей разработки права человека на качество окружающей среды.
Охрана окружающей среды обычно не включается в договоры о правах человека. Скорее защита окружающей среды проистекает из прав, которые защищают эти договоры, таких как права на жизнь, питание, воду и здоровье. Двигаясь вперед, право прав человека в контексте разработки политики в области изменения климата может помочь установить минимальные стандарты основных прав человека, которые могут быть приняты в международных и национальных мерах по смягчению последствий и адаптации.

## Вовлеченные права
В большинстве международных заявлений о правах человека и изменении климата подчеркивается потенциальное неблагоприятное воздействие изменения климата на права на жизнь, питание, воду, здоровье, жилище, развитие и самоопределение. Эти права перечислены в основных конвенциях международного права прав человека, хотя не все члены КПЧ или стороны РКИК ООН подписали эти конвенции.

### Право на жизнь
Право на жизнь защищено статьей 6 МПГПП, в которой каждый человек имеет неотъемлемое право на жизнь. Право на жизнь неразрывно связано со степенью реализации других прав. Есть как прогнозируемые, так и наблюдаемые последствия изменения климата для права на жизнь. В четвёртом оценочном докладе Межправительственной группы экспертов по изменению климата (МГЭИК) прогнозируется рост числа людей, страдающих от смерти и травм в результате увеличения числа наводнений, штормов, волн тепла, пожаров и засух. Изменение климата в равной степени повлияет на право на жизнь за счет увеличения масштабов голода и недоедания и связанных с ними расстройств, влияющих на рост и развитие детей, респираторную заболеваемость и приземный озон. Повышение уровня моря является одним из побочных эффектов изменения климата в результате потепления воды и таяния ледяных щитов. Измерение повышения уровня моря — дело сложное, однако МГЭИК прогнозирует повышение глобального среднего уровня моря на 0,44-0,74 м к 2100 году. Для низкорасположенных прибрежных островов, таких как Мале на Мальдивах, повышение уровня моря на 0,5 метра приведет к затоплению 15 процентов острова к 2025 году и половине его к 2100 году. Поскольку 42 процента населения проживает в пределах 100 метров в пределах береговой линии, даже частичное наводнение может привести к утоплению, травмам и гибели людей.
Наблюдаемые эффекты — это те эффекты, в которых право на жизнь уже препятствовало праву на жизнь. Изучение последствий самого изменения климата затруднено из-за масштабов; изменение климата измеряется десятилетиями. Существует более чем 95-процентная вероятность того, что антропогенное изменение климата в четыре раза увеличило риск экстремальной летней жары в Европе за десятилетие с 1998 по 2008 год. Вероятность того, что аномальная жара в Европе в 2003 г. была вызвана изменением климата, составляет 75 процентов. Исходя из этого, только во Франции повышенная смертность от этого события составила 15000 смертей.

### Право на питание

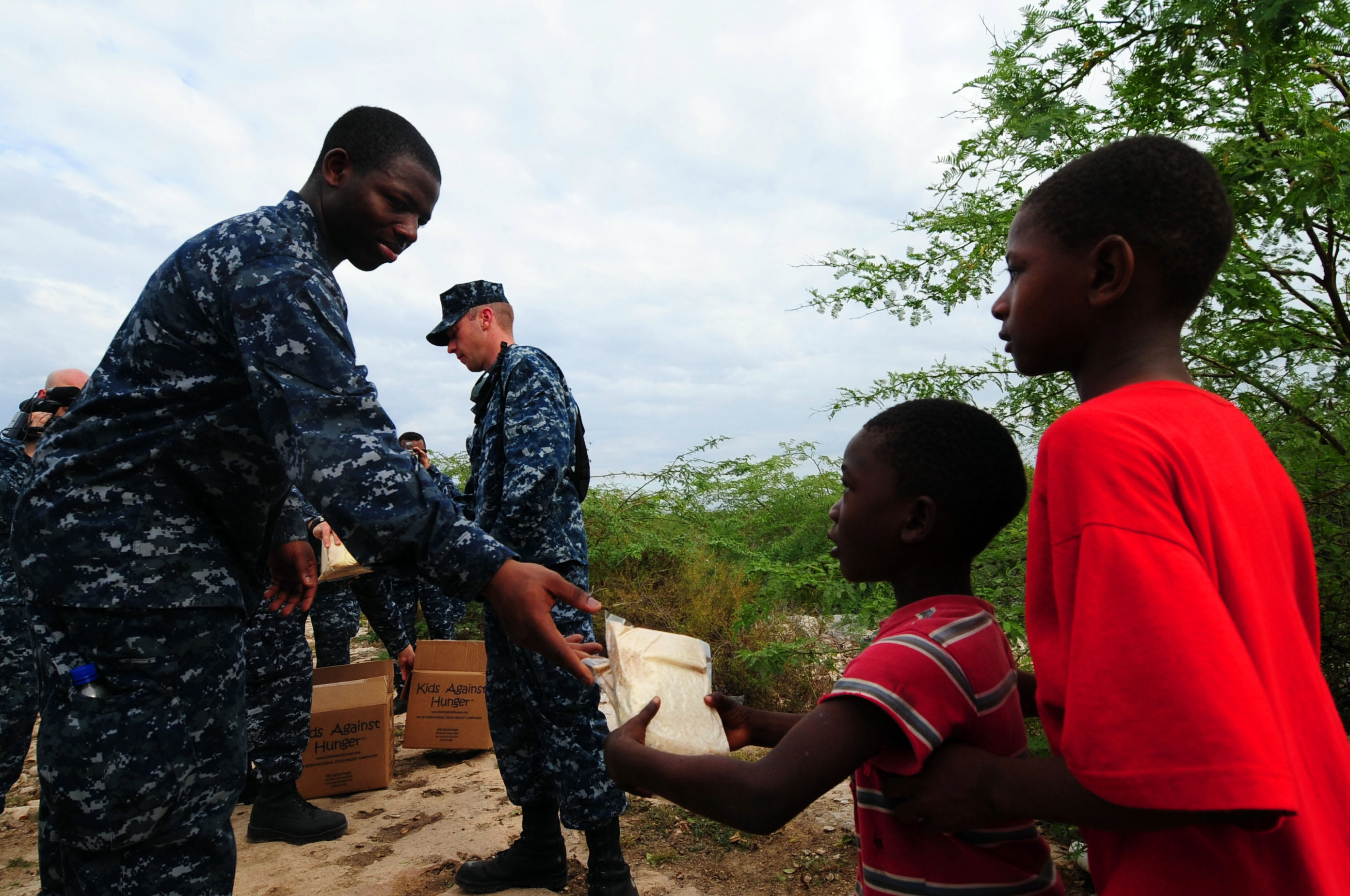
Моряки ВМС США раздают еду от некоммерческой организации Kids Against Hunger жителям Ла-Гонаве, Гаити, 2010 год.

Это вытекает из статьи II МПЭСКП, согласно которой государства-участники Пакта должны максимально использовать свои доступные ресурсы для реализации права на достаточное питание. Изменение климата повлияет на все четыре столпа продовольственной безопасности; доступность, доступ, использование и стабильность. В докладе Специального докладчика по вопросу о праве на питание за 2008 год говорится, что способ выращивания продовольствия в мире должен будет радикально измениться, чтобы справиться с ростом населения и последствиями изменения климата, избегая при этом экологического коллапса. Парижское соглашение признаёт фундаментальный приоритет обеспечения продовольственной безопасности и особую уязвимость систем производства продуктов питания для неблагоприятных воздействий изменения климата. Статья 2 призывает к адаптации к неблагоприятным воздействиям изменения климата и снижению выбросов парниковых газов таким образом, чтобы это не угрожало производству продуктов питания. В четвёртом оценочном докладе МГЭИК прогнозируется, что производство продуктов питания будет расти в средних и высоких широтах с повышением температуры на 1-3 °C, однако в более низких широтах урожайность сельскохозяйственных культур будет снижаться, что увеличивает риск отсутствия продовольственной безопасности в более бедных регионах. мира. По оценкам Программы развития Организации Объединённых Наций, ещё 600 миллионов человек столкнутся с недоеданием из-за изменения климата. Это может иметь особенно разрушительные последствия для стран Африки к югу от Сахары.

### Право на воду

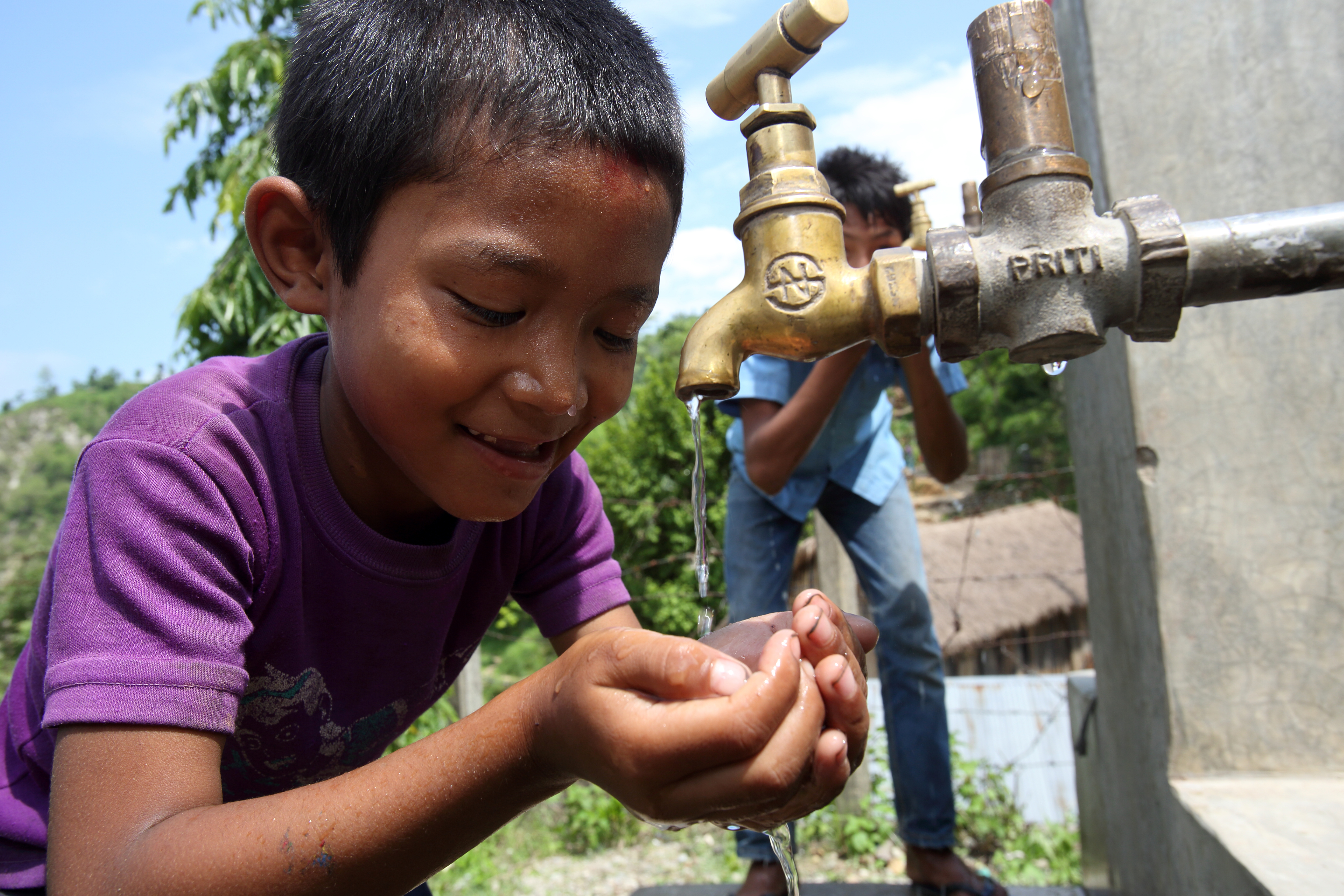
Мальчик пьет из-под крана в проекте водоснабжения NEWAH WASH в Пуваре Шихар, район Удаяпур, Непал.

Комитет по экономическим, социальным и культурным правам (КЭСКП) отмечает, что право на воду является не только важным условием выживания, но и что оно неразрывно связано с другими правами, такими как; жилье, достижимый уровень здоровья, достаточный уровень жизни и право на питание. В Stern Review говорится, что люди сильнее всего ощутят последствия изменения климата через изменения в схемах распределения воды по всему земному шару. В тех районах, которые уже испытывают засушливые условия, будет наблюдаться дальнейшее снижение доступности воды, причем некоторые (но не все) климатические модели предсказывают снижение годового стока до 30 процентов в Средиземноморском бассейне, некоторых частях юга Африки и юга. Америка за повышение глобальной температуры на 2 °C и на 40-50 % при повышении температуры на 4 °C. В пятом оценочном докладе МГЭИК говорится, что риски, связанные с пресной водой, значительно возрастают с увеличением концентрации парниковых газов, а изменение климата в 21 веке, по прогнозам, приведет к значительному сокращению возобновляемых ресурсов поверхностных и подземных вод в большинстве засушливых субтропических регионов.

### Право на здоровье

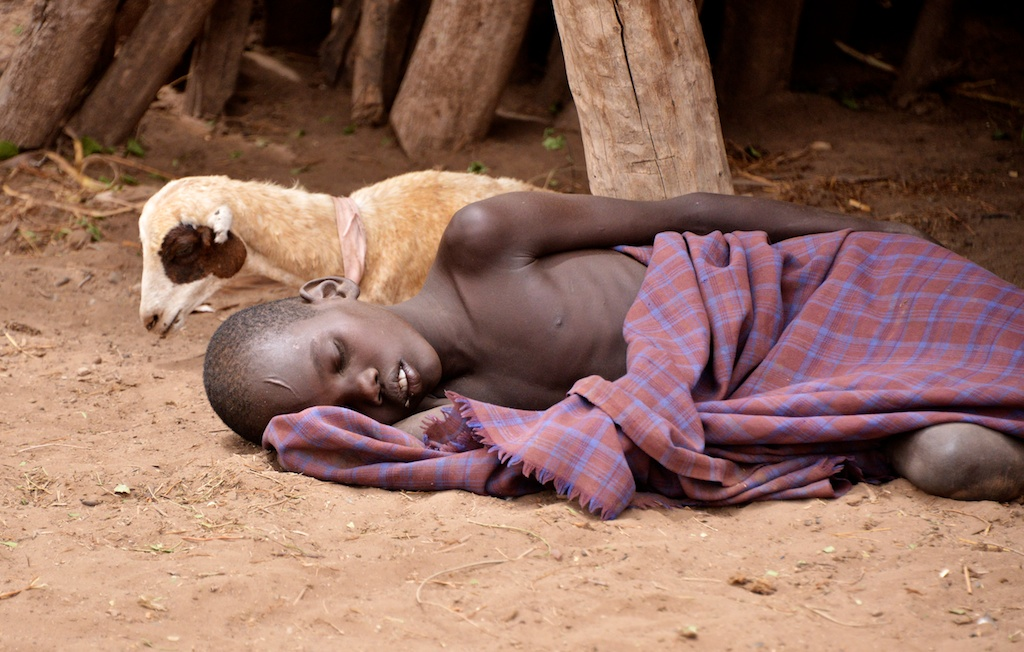
Больной малярией, Ньянгатон, Эфиопия

Статья 12 МПЭСКП определяет «право на наивысший достижимый уровень физического и психического здоровья». Конституции большинства стран тем или иным образом защищают право на здоровье, и это широко гарантируется другими международными и региональными инструментами. Изменение климата приведет к усилению неравенства в отношении здоровья между богатыми и бедными в разных частях мира. По оценкам Всемирной организации здравоохранения (ВОЗ) с 1970 года изменение климата является причиной 150 000 смертей ежегодно из-за увеличения заболеваемости диареей, малярией и недоеданием, преимущественно в Африке и других развивающихся регионах. Повышение глобальной температуры всего на 1 °C по сравнению с доиндустриальным уровнем может удвоить ежегодную смертность от изменения климата (по данным ВОЗ).

## Конкретные проблемы
Органы ООН по правам человека определили права коренных народов как особо уязвимые для разрушительных последствий изменения климата. Из-за изменения климата коренные народы оказались под угрозой с точки зрения средств к существованию и культурной самобытности во всем мире в Северной Америке, Европе, Латинской Америке, Африке, Азии и Тихоокеанском регионе. Пострадало около 370 миллионов коренных жителей.

### Экологическая миграция

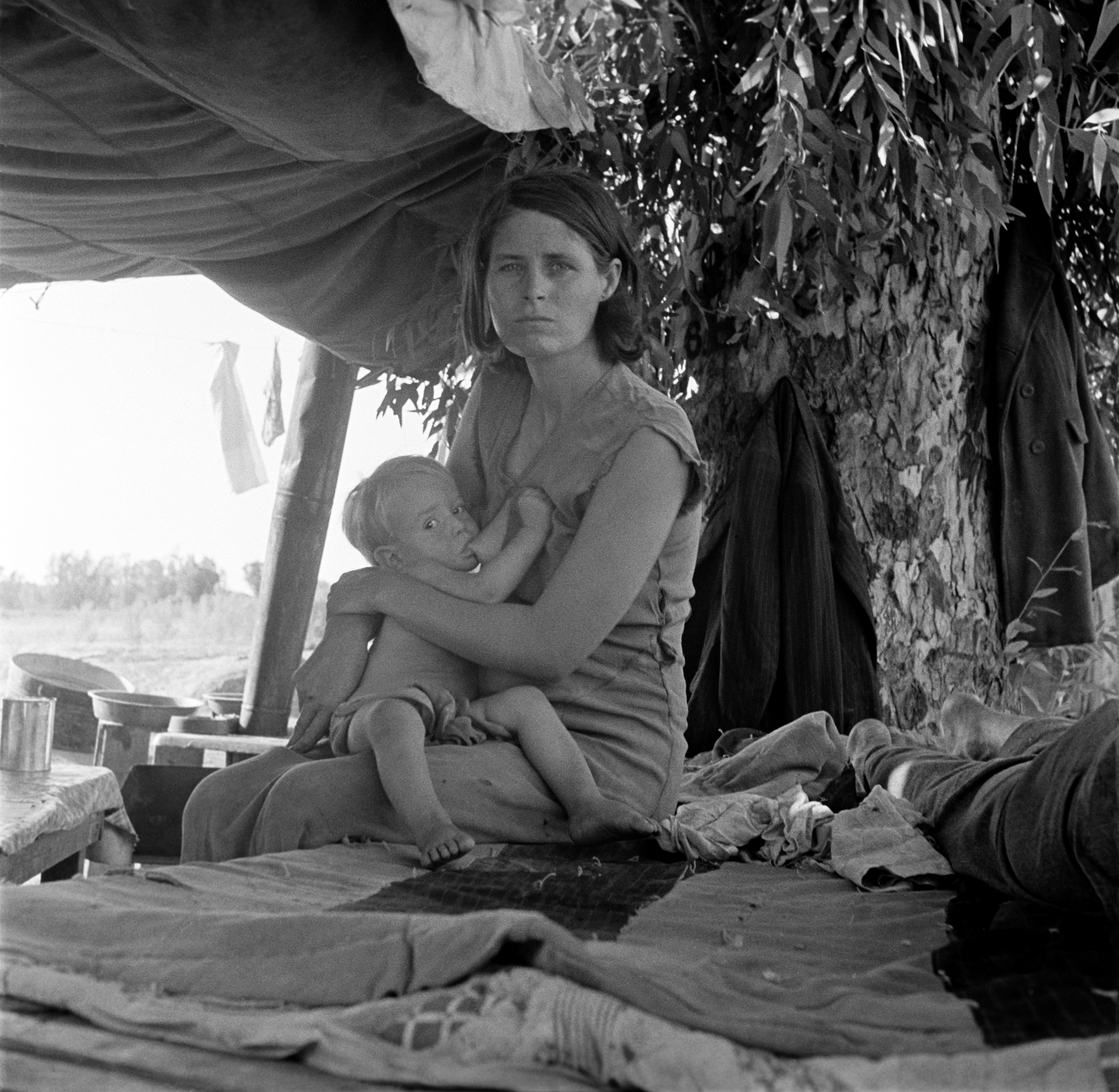
Беженцы из-за засухи из кемпинга в Оклахоме у дороги, Блайт, Калифорния, 1936 год.

Потенциальная миграция, вызванная климатом, в настоящее время является одним из наиболее спорных побочных эффектов изменения климата. Исследования показывают, что изменение климата может создать к 2100 году от 50 до 200 миллионов новых внутренне перемещенных лиц и международных беженцев. «Мегадельты» в Азии, Африке и на малых островах подвержены высокому риску наводнений и штормов, которые вызовут крупномасштабное перемещение местного населения. Миграция, вызванная изменением климата, либо повлияет, либо нарушит основные международные нормы в области прав человека.

### Климатическая справедливость
Вокруг концепции климатической справедливости для экологического мигранта или «климатического беженца» ведутся серьёзные дискуссии. Эта концепция направлена на восполнение пробелов в правовом и политическом секторах для миллионов людей, которые не могут получить международно-правовую защиту, поскольку этот источник миграции ещё не включен в региональное и международное право. В настоящее время не существует установленного определения того, кого можно классифицировать как климатического беженца, поскольку это ещё не закреплено в международном праве. В 2014 году Сиго Алесана покинул небольшое островное развивающееся государство Тувалу из-за неопределенности, связанной с неблагоприятными последствиями изменения климата. Тувалу находится всего на 4,6 метра над уровнем моря и сталкивается с неминуемой опасностью, связанной с повышением уровня моря. Хотя последствия изменения климата были выдвинуты от имени Алесаны и его семьи, дело в основном основывалось на гуманитарных соображениях. Однако Суд по иммиграции и защите заявил, что ухудшение состояния окружающей среды, вызванное изменением климата, уже стало характерной чертой жизни в Тувалу.
Хотя это решение не было основано на последствиях изменения климата, это не означает, что факторы, связанные с изменением климата, вообще не были приняты во внимание.
Международная организация по миграции предложила рабочее определение экологического мигранта:
Экологические мигранты — это лица или группы лиц, которые, главным образом по причинам внезапного или прогрессирующего изменения окружающей среды, которое отрицательно влияет на их жизнь или условия жизни, вынуждены покинуть свои обычные дома или сделать это временно или навсегда, и которые переезжают в пределах своей страны или за границу.
До тех пор, пока не будет юридически обязывающего определения того, что представляет собой экологический мигрант, будет трудно добиться истинного правосудия. Концепция климатической справедливости предполагает, что все права человека будут реализовываться наиболее прозрачным образом, чтобы поддерживать базовые стандарты перед лицом до некоторой степени неизвестных последствий, которые будут вызваны изменением климата.

### Конфликт
Международная неправительственная организация по миростроительству International Alert называет 46 стран, в которых последствия изменения климата (включая нехватку воды, потерю пахотных земель, экстремальные погодные явления, сокращение вегетационного периода и таяние ледников) могут взаимодействовать с экономическими, социальными и политическими силами, создавая «высокий риск» насильственного конфликта.

### Коренные народы

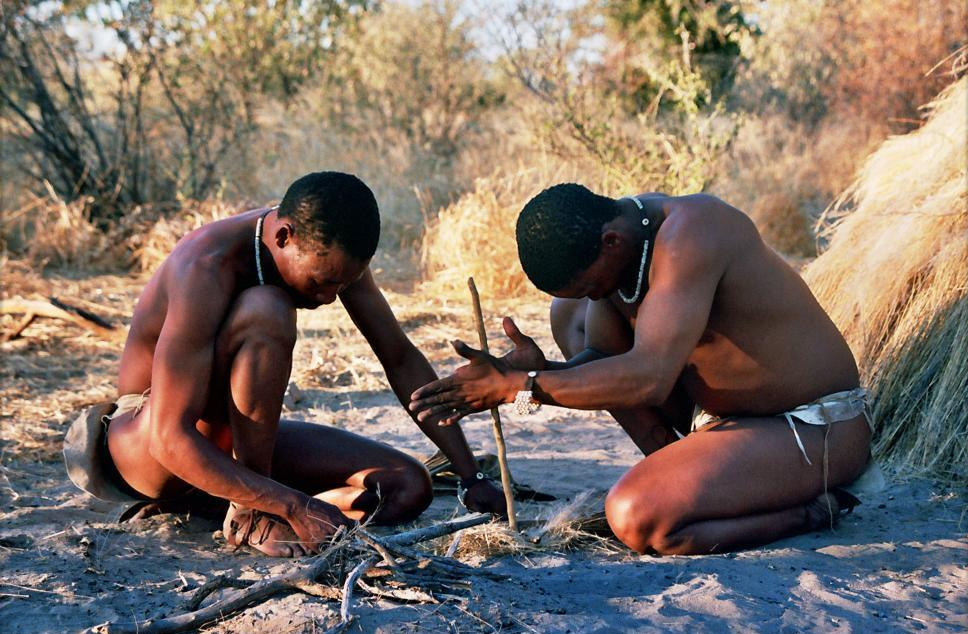
Добыча огня ручным способом, Боствана

Коренные народы занимают уникальное положение, когда речь идет о влиянии изменения климата на население. Многие коренные народы ведут натуральный образ жизни, который, в свою очередь, серьёзно нарушается из-за воздействия изменения климата. Во многих странах внутригосударственное право применяется к коренным народам иначе, чем к остальному населению, что затрудняет любые средства правовой защиты. Изменение климата по-разному влияет на коренные народы не только из-за их физической и духовной связи с землей и водой, но и потому, что они обладают специальными экологическими и традиционными знаниями, которые можно использовать для поиска наилучшей стратегии смягчения этих последствий.

### Права ребёнка

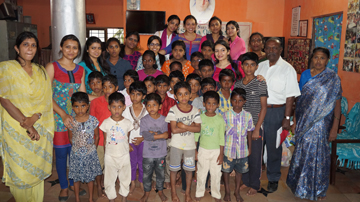
Программа по правам ребёнка

Исследователи из Института зарубежного развития определили, что дети в Южной Азии могут быть особенно подвержены нарушениям прав человека после стихийных бедствий, связанных с климатом. Это может включать гендерное насилие, детский труд, распад семей и препятствия на пути их развития и обучения. Исследователи утверждают, что права ребёнка редко становятся приоритетом в политике по снижению риска бедствий или адаптации к изменению климата, и что политика адаптации к изменению климата должна предусматривать меры вмешательства, направленные на решение важнейших аспектов прав ребёнка, особенно защиты и образования детей.

### Развитие
Учитывая, что многие из беднейших граждан мира полностью или частично зависят от окружающей среды в своей повседневной жизни, многие международные агентства по развитию считают изменение климата и развитие «неразрывно связанными».